# ダビド・モウラ
ダビド・モウラ・ペレイラ・ダ・シウヴァ（David Moura Pereira da Silva 1987年8月24日- ）は、ブラジルの柔道選手。階級は100kg超級。得意技は巴投。

## 人物
2010年の世界団体で2位になった。2011年のユニバーシアード無差別では3位だった。2013年にはグランドスラム・バクーで2位になるが、ユニバーシアードの無差別では前回に続いて3位だった。2014年のグランドスラム・パリでは決勝で日本の七戸龍に開始早々の内股で敗れて2位だった。パンナム選手権では3位だったが、南米競技大会では優勝を飾った。世界選手権では準決勝で七戸と対戦して背負投で技ありを先取するも、合技で逆転の一本負けを喫した。その後の3位決定戦でもロシアのレナート・サイドフに合技で敗れて5位に終わった。世界団体では3位となった。2015年にはパンナム選手権とパンアメリカン競技大会で優勝を飾った。グランドスラム・パリでは決勝で日本の原沢久喜に内股で敗れて2位だった。2016年のグランドスラム・パリでは準々決勝で七戸に敗れたが3位となった。リオデジャネイロオリンピックにはロンドンオリンピック銅メダリストであるラファエル・シルバとの代表争いに敗れて出場できなかった。2017年6月にはグランドスラム・エカテリンブルグとグランプリ・カンクンで立て続けに優勝したことにより世界ランキング1位となった。世界選手権では決勝まで進むが、フランスのテディ・リネールと対戦してGSに入ってから足車で一本負けを喫して2位だった。2019年の世界団体では3位になった。2021年の世界選手権では3回戦で敗れたが、世界団体では3位になった。なお、東京オリンピック代表にはシルバが選出されたため、またもオリンピックに出場できなかった。

## 主な戦績
(階級表記のない大会は全て100kg超級での成績)
- 2010年 - ワールドカップ・サンサルバドル　優勝
- 2010年 - ワールドカップ・マイアミ　3位
- 2010年 - 世界団体　2位
- 2011年 - ユニバーシアード　100kg超級　5位　無差別　3位
- 2012年 - ワールドカップ・マイアミ　2位
- 2012年 - グランドスラム・リオデジャネイロ　3位
- 2012年 - ワールドカップ・ブエノスアイレス　2位
- 2012年 - ワールドカップ・ローマ　2位
- 2012年 - グランプリ・アブダビ　2位
- 2013年 - グランプリ・デュッセルドルフ　3位
- 2013年 - グランドスラム・バクー　2位
- 2013年 - ワールドマスターズ　5位
- 2013年 - ユニバーシアード　100kg超級　7位　無差別　3位
- 2013年 - グランプリ・アルマトイ　3位
- 2013年 - グランプリ・タシュケント　3位
- 2014年 - グランドスラム・パリ　2位
- 2014年 - 南米競技大会　優勝
- 2014年 - パンナム選手権　3位
- 2014年 - 世界選手権　5位
- 2014年 - 世界団体　3位
- 2015年 - パンナム選手権　優勝
- 2015年 - パンアメリカン競技大会　優勝
- 2015年 - グランドスラム・パリ　2位
- 2015年 - グランドスラム・東京　7位
- 2016年 - ヨーロッパオープン・ソフィア　優勝
- 2016年 - グランドスラム・パリ　3位
- 2016年 - パンナム選手権　2位
- 2016年 - グランドスラム・バクー　3位
- 2016年 - グランドスラム・アブダビ　3位
- 2017年 - グランプリ・トビリシ　3位
- 2017年 - グランドスラム・エカテリンブルグ　優勝
- 2017年 - グランプリ・カンクン　優勝
- 2017年 -　世界選手権　2位
- 2017年 -　グランドスラム・東京　3位
- 2017年 -　ワールドマスターズ　2位
- 2018年 -　ワールドマスターズ　3位
- 2019年 - グランドスラム・エカテリンブルグ　3位
- 2019年 - パンナム選手権　2位
- 2019年 - グランプリ・モントリオール　3位
- 2019年 - パンアメリカン競技大会　3位
- 2019年 - 世界団体　3位
- 2019年 - グランドスラム・ブラジリア　2位
- 2019年 - ミリタリーワールドゲームズ　3位
- 2020年 - パンナム選手権　3位
- 2021年 - パンナム選手権　2位
- 2021年 -　グランドスラム・カザン　3位
- 2021年 - 世界団体　3位
- 2021年 -　世界軍人選手権大会　2位

(出典、JudoInside.com)